# نيل بلايني
نيل بلايني (بالإنجليزية: Nell Blaine)‏ هي رسامة أمريكية، ولدت في 10 يوليو 1922 في ريتشموند في الولايات المتحدة، وتوفيت في 14 نوفمبر 1996 في نيويورك في الولايات المتحدة.